# António Machado
António Machado (Estoril, Cascais, 10 de Julho de 1973) é um actor e imitador português.

## Formação e Carreira
Tirou o curso de teatro no IFICT em 1992. 
O seu primeiro trabalho em televisão foi a apresentação do "Clube Disney" para a RTP, de 1994 a 1996. Foi membro da equipa de vozes do Contra Informação de 96 a 2004, onde fez a voz do Zezinho (paródia a José Rodrigues dos Santos) e de muitos outros. Entrou em numerosos anúncios e séries televisivas, como O Prédio do Vasco. Fez parte do elenco das peças "Canção dos Oceanos", de Rui Vilhena, em 1998; "Não te esqueças de puxar o autoclismo", de Rita Fernandes, em 2003; Deixa-me Rir (com uma imitação de Durão Barroso) em 2004, encenada por António Feio no Teatro Villaret, e também de "2 Amores", em 2007, encenada por António Feio e também no Villaret. Colaborou com Manuel Marques na rubrica radiofónica Portugalex (Antena 1) e participou em Hora H, de Herman José. Faz dobragens de desenhos animados e toca bateria. Participou no elenco fixo da série da RTP1, Bem-Vindos a Beirais no papel de Vítor Lobo. Em 2021 fez parte do elenco da mininovela da RTP1, Pôr do Sol, no papel de Apresentador Manhã, Manhã, Manhã.